# Vesióliye Ulybki
Весёлые Улыбки (Vesióliye Ulibki; Happy Smiles en inglés; Sonrisas Felices en español) es el tercer álbum de estudio del grupo t.A.T.u., que fue lanzado a la venta el 21 de octubre de 2008.
A lo largo de casi un año el nombre de trabajo del álbum fue «Управление Отбросами» (Upravleniye Otbrosami; Waste Management en inglés; Manejo de Desechos en español). Sin embargo, el 1 de septiembre de 2008 en el sitio oficial del grupo se publicó una entrevista con la revista Time Out Moscú, donde se decía que el álbum se llamaría «Весёлые Улыбки». El 3 de septiembre la cubierta del futuro álbum con la imagen de una mujer-cosmonauta fue publicada en el sitio. [cita requerida]
Entre los autores y colaboradores del álbum, se encuentran:
- María Maksakova (miembro del foro de tatu.ru y autora de los versos principales de «Белый Плащик»)
- Billy Steinberg (All About Us)
- Valeriy Polienko (All The Things She Said, Not Gonna Get Us, Null & Void)
- Sergio Galoyan (All The Things She Said, Not Gonna Get Us)

## Lista de canciones
| N.º | Título                                        | Letras                                      | Música                                          | Traducción         | Duración |  |
| 1.  | «Intro» (versión instrumental de "Ne Zhaley") |                                             | Vania Kilar                                     |                    | 03:09    |  |
| 2.  | «Beliy Plashchik» (Белый плащик)              | María Maksakova, T.A. Music                 | Kilar                                           | Traje Blanco       | 03:14    |  |
| 3.  | «You and I»                                   | Ed Buller, Andy Kubiszewski                 | Buller, Kubiszewski                             | Tú y Yo            | 03:16    |  |
| 4.  | «Snegopadi» (Снегопады)                       | Katia Salem, T.A. Music                     | Slowman                                         | Nevadas            | 03:15    |  |
| 5.  | «220»                                         | Valeriy Polienko                            | Polienko                                        |                    | 03:07    |  |
| 6.  | «Marsianskiye Glaza» (Марсианские глаза)      | T.A. Music                                  | Sergio Galoyan                                  | Ojos de Marciano   | 03:10    |  |
| 7.  | «Chelovechki» (Человечки)                     | T.A. Music                                  | Slowman                                         | Gente Pequeña      | 03:27    |  |
| 8.  | «Vesióliye Ulybki» (Весёлые улыбки)           |                                             | Evgeni Matveitzev                               | Sonrisas Felices   | 02:05    |  |
| 9.  | «Running Blind»                               | Sven Martin, Rasmus Schwenger, Lene Dissing | Julian Schramm, Larz Reinatz, Christian Behrens | Corriendo Ciega    | 03:40    |  |
| 10. | «Fly On the Wall»                             | Josh Alexander, Billy Steinberg             | Alexander, Steinberg                            | Mosca en la Pared  | 03:59    |  |
| 11. | «Vremia Luni» (Время Луны)                    | T.A. Music                                  | Kilar                                           | Tiempo de la Lunar | 03:23    |  |
| 12. | «Ne Zhaley» (Не жалей)                        | T.A. Music                                  | Kilar                                           | No Te Arrepientas  | 03:06    |  |

- En el disco en versión inglés aparece la misma canción que "Vesióliye Ulybki", la diferencia es el cambio de título renombrando "Waste Management".
- Los últimos 15 segundos de "Running Blind" son diferentes a la del disco en versión en inglés, aunque es la misma canción.